# Francisco Rufete
Francisco Joaquín Pérez Rufete (Benejúzar, 20 november 1976) - voetbalnaam Rufete - is een Spaans profvoetballer. Hij verruilde in juli 2009 RCD Espanyol voor Hércules CF.

## Clubvoetbal
Rufete is afkomstig uit de cantera van FC Barcelona. In het seizoen 1995/1996 speelde de middenvelder één competitieduel voor de Catalaanse club. Tot een echte doorbraak bij FC Barcelona kwam het echter niet. Vervolgens kwam hij via Toledo CF (1996-1997) en Real Mallorca (1997-1998) in 1998 bij Málaga CF terecht. Daar bleef Rufete drie seizoenen, waarna hij in 2001 bij Valencia CF tekende. Rufete werd bij Los Chés een vaste waarde op de rechterflank. In 2002 won hij met Valencia de landstitel, in 2004 volgde nog een landstitel, de UEFA Cup en de Europese Supercup. In de Intertoto van 2005 maakte Rufete in de halve finales uit tegen Roda JC drie doelpunten in een wedstrijd die in 0-4 voor Valencia eindigde. Na de komst van Joaquín Sánchez in 2006 als nieuwe vleugelspeler, mocht Rufete vertrekken bij Valencia CF. RCD Espanyol werd zijn nieuwe club.

## Carrière
| Seizoen | Club          | Land            | Competitie         | Wed. | Goals |
| ------- | ------------- | --------------- | ------------------ | ---- | ----- |
| 1995/96 | FC Barcelona  | Vlag van Spanje | Primera División   | 1    | 0     |
| 1996/97 | FC Barcelona  | Vlag van Spanje | Primera División   | 0    | 0     |
| 1997/98 | Toledo CF     | Vlag van Spanje | Segunda División A | 38   | 5     |
| 1998/99 | Real Mallorca | Vlag van Spanje | Primera División   | 0    | 0     |
| 1998/99 | Málaga CF     | Vlag van Spanje | Segunda División A | 20   | 5     |
| 1999/00 | Málaga CF     | Vlag van Spanje | Primera División   | 31   | 5     |
| 2000/01 | Málaga CF     | Vlag van Spanje | Primera División   | 34   | 4     |
| 2001/02 | Valencia CF   | Vlag van Spanje | Primera División   | 32   | 5     |
| 2002/03 | Valencia CF   | Vlag van Spanje | Primera División   | 28   | 3     |
| 2003/04 | Valencia CF   | Vlag van Spanje | Primera División   | 27   | 2     |
| 2004/05 | Valencia CF   | Vlag van Spanje | Primera División   | 25   | 3     |
| 2005/06 | Valencia CF   | Vlag van Spanje | Primera División   | 19   | 0     |
| 2006/07 | RCD Espanyol  | Vlag van Spanje | Primera División   | 29   | 1     |
| 2007/08 | RCD Espanyol  | Vlag van Spanje | Primera División   | 10   | 0     |
| 2008/09 | RCD Espanyol  | Vlag van Spanje | Primera División   | 18   | 0     |
| Totaal  |               |                 |                    | 312  | 33    |

## Nationaal elftal
Rufete speelde drie interlands voor het Spaans nationaal elftal. Zijn debuut was op 29 maart 2000 tegen Italië. Op 11 oktober 2000 speelde de middenvelder tegen Oostenrijk zijn laatste interland.